# بحيرة الحولة
بحيرة الحولة بحيرة تقع قضاء صفد، فلسطين، حلوة المياه ومحاطة بمستنقعات، تقع إلى الشمال من بحيرة طبريا حيث منحدرات جبل الشيخ الواقعة إلى شمالها، وهضبة الجولان إلى الشرق منها، وجبال الجليل الشرقية إلى الغرب منها، على مسار نهر الأردن. تبلغ مساحتها 14 كم مربع، أما المستنقعات حولها فتمتد على مساحة 60 كم مربع تقريباً. يصل عمق البحيرة الأقصى 6 أمتار. وقد قامت إسرائيل بتجفيف بحيرة الحولة بدءاً من أبريل 1951 وحتى 30 أكتوبر 1957، بغيعاز من دافيد بن غوريون في مطلع الخمسينيات الشروع بعملية تجفيف مساحات شاسعة من البحيرة للتخلص من مرض الملاريا والاستفادة من مساحات واسعة من الأراضي الزراعية وتحويلها إلى أراضي زراعية. أما نجاح المشروع فكان محدوداً، إذ ألحق تجفيف البحيرة أضراراً ملموسة في البيئة، بينما كانت أرباح المزارعين من الأراضي الجديدة قليلة.
تكوّنت هذه البحيرة نتيجة تجمع مياه الجبال التي جرفت معها أيضا كميات من الطين مكونة بحيرة صغيرة. كوّنت البحيرة جرنا كبيرا صعّب خروج الماء من البحيرة. ومع تراكم كميات من الطين والمجروفات وارتفاع مصب البحيرة باتجاه نهر الأردن الجبلي، تكونت المستنقعات في شمالي البحيرة.
أدّى إلى تكوّنت أعشاب كثيفة إلى جذب لطيور نادرة وحيوانات بحرية كالجاموس الذي انتشر فيها، وكذلك لانتشار مرض الملاريا في المناطق المجاورة.
استوطنت المنطقة عشرات القبائل والعشائر العربية الفلسطينية معتمدة في رزقها على تربية الجواميس، وقطع القصب وبيعه في السوق لإنتاج أشغال قشية وقصبية، وبعضهم اعتمد على صيد الأسماك أو زراعة الأرز بمساحات محدودة، وذلك لوفرة كميات من المياه التي يحتاجها هذا الفرع الزراعي.

## التاريخ
بُنيت مستوطنة تيلا على أنقاض القرية المهجرة تليل، الواقعة بالقرب من مستوطنة يسود هامالا. لم يكن هناك العديد من المستوطنات بالقرب من البحيرة، باستثناء الجزء الشمالي من وادي الحولة.
وصل القديس ويليبالد إلى فلسطين 725. م ووجد جاموسًا مائيًا يتجول بالقرب من بحيرة الحولة.
سكنت في القرن التاسع عشر مناطق المستنقعات والسهول الفيضية قبيلة الغوارنة، الذين عاشوا على رعي الماعز والجاموس وزراعة الأرز والقمح ونسج حصائر القصب. في ذلك الوقت، وصف موسى ريشر البحيرة على النحو التالي: "رحلة نهرية طويلة تستغرق ثلاث ساعات ورحلة واسعة تستغرق ساعة واحدة. على ضفافها، توجد العديد من الغابات والعديد من الحيوانات البرية. في الصيف، تجف في الغالب حيث يتدفق نهر الأردن من خلالها. وفي شهر نيسان، تمتلئ بالمياه من ذوبان ثلوج لبنان، حيث تكون مياهها عكرة للغاية."
على الرغم من التضاريس الصعبة، بدأ اليهود من صفد والمستوطنات التي أقيمت على أنقاض القرى المهجرة، يدركون الإمكانات الاقتصادية للبحيرة والأراضي المحيطة بها. لاحظ ديفيد شوف، أحد مؤسسي روش بينا، أن "مياه البحيرة كافية لري جميع الأراضي المحيطة بها. الأسماك وفيرة في البحيرة - انزل إلى الماء واصطد بقدر ما تريد ... الأرض المحيطة بالبحيرة خصبة وغنية."
قاد هذا الاهتمام عائلة عبّو من صفد إلى شراء أرض على الشاطئ الجنوبي الغربي للبحيرة. ولكن بسبب انتشار الملاريا وحمى المياه السوداء بالقرب من البحيرة، شُجّرت المنطقة دون استيطانها. وبعد عدة سنوات فقط، في عام 1883، تأسست مستعمرة يسود هامالا، التي عانت بشدة من الأمراض والظروف القاسية في سنواتها الأولى.
في عام 1914، منحت الحكومة العثمانية منطقة بحيرة الحولة امتيازًا لحمد عمر بيتوم وميخائيل سرسق، التجار من بيروت، بهدف تجفيف البحيرة. في مارس 1918، وافق العثمانيّون على الامتياز ونقلته إلى شركة تشكلت لهذا الغرض تسمى "الشركة الزراعية السورية العثمانية". في غضون ذلك، وقع جزء من منطقة الامتياز تحت السيطرة البريطانية والباقي تحت السيطرة الفرنسية. في عام 1919، توجه أصحاب الامتياز إلى حكومة الانتداب، مطالبين بالاعتراف بامتيازهم. وافقت وزارة المستعمرات على الاعتراف بامتيازهم، لكن المفاوضات استمرت لمدة عشر سنوات. وفي النهاية حصل المستأجرون على امتياز متجدد من حكومة الانتداب البريطاني، وتم نقل الأرض إليهم في أوائل عام 1929.
أعيد في عام 1933 بناء جسر بنات يعقوب، وفي عام 1934، بنوا سدًا على نهر الأردن شمال الجسر وبدأوا في تعميق وتوسيع قناة النهر. وغطت منطقة الامتياز حوالي 56.5 كيلومترًا مربعًا، بما في ذلك حوالي 21.5 كيلومترًا مربعًا من المستنقعات، و17 كيلومترًا مربعًا من بحيرة الحولة، و18.5 كيلومترًا مربعًا من الأرض. 
توصّل إلى اتفاق في مايو 1933بين شركة تطوير الأراضي وأحد المستأجرين لبيع الامتياز لشركة تطوير الأراضي. وافق المفوض السامي عام 1934 في سبتمبرعلى النقل. ونقلت الأرض إلى شركة تطوير الأراضي في نهاية نوفمبر 1934. 

## النباتات والحيوانات
تسبب التداخل النادر البيئي في المنطقة جعلتها غنية بشكل خاص بأنواع النباتات والحيوانات. بالنسبة للعديد منهم، كانت الموائل الوحيدة من نوعها في فلسطين.

### أنواع النباتات المنقرضة
حوفظ على النباتات الفريدة في وادي الحولة ومستنقعاته جزئيًا فقط واستعادتها في إعادة غمر بحيرة الحولة، بينما انقرضت حوالي سبعة أنواع غير شائعة، والتي نمت جميعها في الغالب على طول أطراف المستنقع، بسبب مشروع الصرف.
Berula erecta (Huds.) Coville (Water parsnip) – موطنها الأصلي نصف الكرة الشمالي المعتدل وشبه الاستوائي وشمال شرق وشرق إفريقيا. إنه عشب مائي معمر ناشئ يوجد في المسطحات المائية الضحلة، وحتى انقراضه المحلي في إسرائيل، كان ينمو في المستنقعات بالقرب من نبع عينان.
Hydrocharis Morsus-ranae L. (European frog-bit) – موطنه الأصلي أوروبا وأجزاء من آسيا، وخاصة في المناطق المعتدلة.  وهو أيضًا عشب معمر، يمتلك أوراقًا عائمة ويوجد في المسطحات المائية الضحلة، مثل الجداول البطيئة التدفق والخنادق والمياه الراكدة. قبل انقراضه المحلي، تم العثور عليه في مجرى عينان وعلى أطراف المستنقع. 
Marsilea minuta L. (البرسيم المائي) – موطنه الأصلي العالم القديم الاستوائي وشبه الاستوائي.  إنه سرخس معمر جذري ينمو في المستنقعات وعلى طول ضفافها. قبل انقراضه المحلي كان موجودًا في هوامش مستنقع الحولة وعلى طول حواف برك الجاهولة.
Nymphaea alba L. (زنبق الماء الأبيض) - موطنه أوروبا والشرق الأدنى والأوسط وآسيا وشمال غرب إفريقيا. إنه نبات مائي معمر جذري ذو أزهار وأوراق عائمة، وينمو في البحيرات والبرك. قبل انقراضه المحلي كان موجودًا في البرك ووادي الأردن بالقرب من بحيرة الحولة، بالإضافة إلى المستنقعات بالقرب من مجرى عينان.
Rorippa amphibia L. Besser (جرجير أصفر كبير) - موطنه أوروبا وأوراسيا وشمال غرب إيران والجزائر. إنه عشب معمر ينمو في المستنقعات والأراضي الرطبة. قبل انقراضه المحلي، كان موجودًا على طول حواف مستنقعات الهولا.
Scutellaria galericulata L. (عشبة الصفصاف المقنعة) - موطنها الأصلي نصف الكرة الشمالي المعتدل. إنه عشب معمر ناشئ وينمو في المستنقعات وعلى طول الأنهار والبحيرات. قبل انقراضه المحلي، كان موجودًا في المناطق المفتوحة من مستنقعات البردي.
Utricularia Australis R. Br. (Utricularia vulgaris L.، عشبة المثانة الشائعة) - موطنها الأصلي المنطقة الأحيائية المعتدلة في أوروبا وأجزاء من آسيا وشمال غرب إفريقيا.  إنه نبات مزهر سنوي، وينمو في مياه عميقة وهادئة نسبيًا. قبل انقراضه المحلي، كان موجودًا على هوامش الربيع، في برك المستنقعات وفي بحيرة الهولا.

## الحيوانات

### الثدييات الكبيرة
يعتبر الجاموس المائي أكبر الثدييات التي تسكن منطقة بحيرة الحولة، حيث كان يسكن تاريخيًا المستنقعات في جميع أنحاء فلسطين. قبل اختفائه، كانت منطقة بحيرة الحولة موطنًا لحوالي 5000 جاموس مائي من أصل 6000 جاموس مائي في جميع أنحاء البلاد. ومع ذلك، خلال الانتداب البريطاني، فقدت معظم هذه الحيوانات، وتم إعدام السكان المتبقين خلال فترة التقشف في فلسطين. أدى هذا إلى اختلال التوازن البيئي في منطقة بحيرة الحولة، مع انتشار القصب الشائع دون رادع والذي طغى على الأنواع النباتية الأخرى. كانت محاولات إعادة إدخال الجاموس المائي إلى الحولة غير ناجحة في البداية. لم يتم اكتشاف وجود 200 جاموس مائي في وادي بيت صيدا إلا بعد حرب الأيام الستة. تم نقل ستين من هؤلاء الأفراد لاحقًا إلى منطقة بحيرة الحولة. بعد فترة تكيف قصيرة، أثبتت إعادة إدخالها نجاحها، وساهمت أنشطتها الرعوية في التحكم في انتشار القصب الشائع، وبالتالي تسهيل نمو مجموعة متنوعة من الأنواع النباتية الأخرى في المنطقة.
بصرف النظر عن الجاموس المائي، فإن وادي الحولة موطن لاثنين فقط من الثدييات الكبيرة الأخرى: غزال الجبل والخنزير البري. الحيوانات المفترسة الكبيرة والمتوسطة الحجم إما نادرة أو غائبة في المنطقة، باستثناء الكلاب الضالة. ومع ذلك، يتم تنظيم أعداد كل من الغزلان والخنازير البرية من خلال عوامل بيئية أخرى، مما يمنع مشاكل الاكتظاظ السكاني.

### الثدييات الصغيرة
في منطقة بحيرة الحولة، تنتشر الثدييات الصغيرة أكثر من الثدييات الكبيرة. ومن بين هذه الثدييات، شهد النمس انخفاضًا في أعداده في الستينيات بسبب التسمم ولكنه تعافى منذ ذلك الحين. ومن الثدييات الصغيرة البارزة الأخرى النوتريا، التي تم إدخالها من أمريكا الجنوبية في الخمسينيات من القرن الماضي لصناعة الفراء وخضعت منذ ذلك الحين لنمو سكاني كبير.

## تجفيفها وتملكها
اشترى الصندوق القومي اليهودي مساحات شاسعة من أراضي البحيرة في أعقاب صفقات عقدها وكلاؤه مع ملاكي هذه الأراضي، حيث وصلت إلى اليهود قرابة 57 ألف دونم من مجمل مساحة البحيرة والأراضي المجاورة لها. وشرعت الوكالة اليهودية بالاستيطان حولها ابتداء من العام 1934.
يعتقد البعض أنّ تجفيف البحيرة كان خطرًا من إسرائيل، لكون عملية التجفيف خلقت مشاكل عدّة منها، مما أدّى إلى هبوط في الأراضي التي انتشرت فيها المستنقعات، ما سيؤدي إلى فيضانات مائية مستقبلية، كما لحقت أضرار بمناطق الفحم الحجري التي اكتشفت في المنطقة بعد تجفيفها، وهذه المناطق تعرضت إلى احتراق في الصيف، ما أدى إلى انجراف مساحات من التربة، ولم تعد البحيرة تشكل مجمعا للطين المجروف والذي كان يصل إلى بحيرة طبريا ويساهم في عملية التوازن فيها.

## اقرأ أيضاً
- سهل الحولة
- تليل (فلسطين)
- بحيرة طبريا